# 파비안 부슈

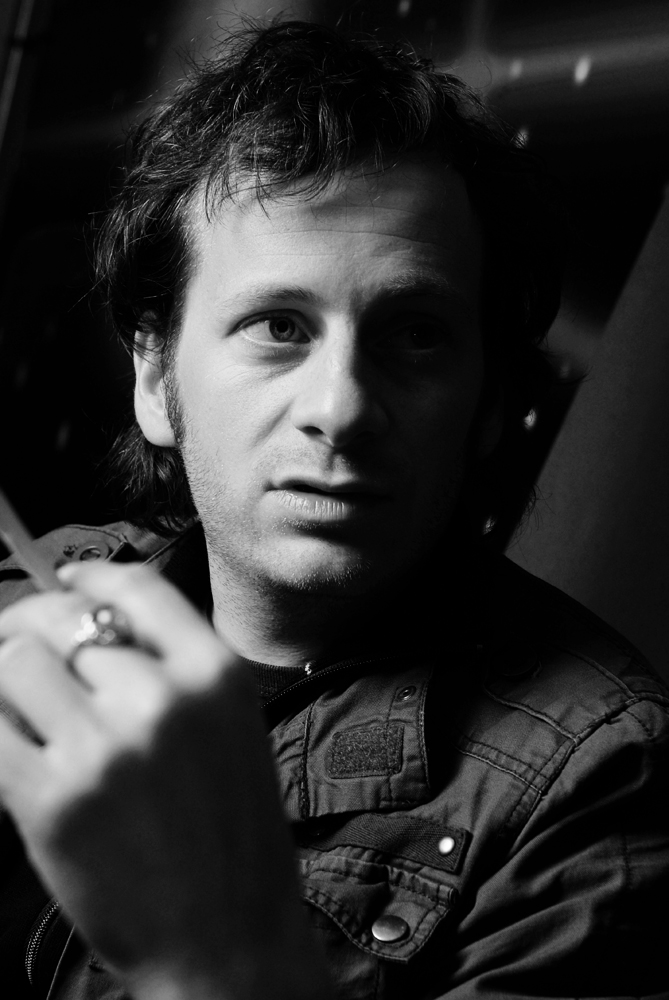

파비안 부슈(독일어: Fabian Busch, 1975년 10월 1일 ~ )는 독일의 배우이다.
베를린에서 태어났다.

## 영화
- 그가 돌아왔다 (2015년)
- 에드가 (2009년)
- 내 어머니의 눈물 (2008년)
- 더 리더: 책 읽어주는 남자 (2008년) - 한나의 국방위원회 역
- 써니 (2007년)
- 바쿰 (2004년)
- 다운폴 (2004년)
- 러닝 투 라이 (2003년)
- 브루노, 아니타와 소년 (2003년)
- 콜드 이즈 더 브리스 오브 이브닝 (2000년)
- 잉글랜드 (2000년)
- 이십삼 (1998년)